# Kézközépcsont

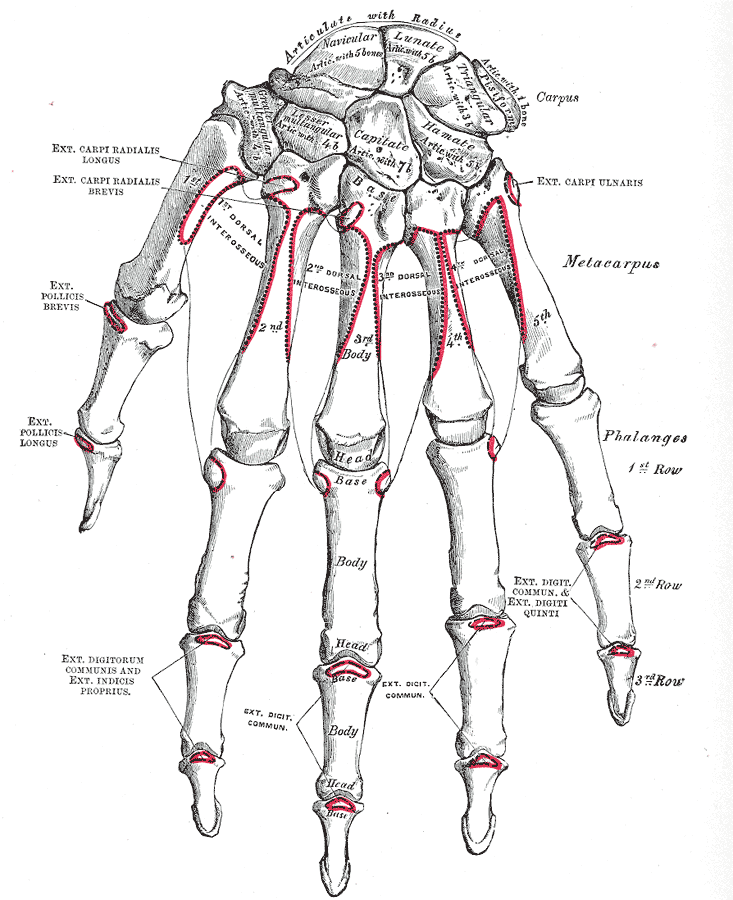
A kéz csontjai

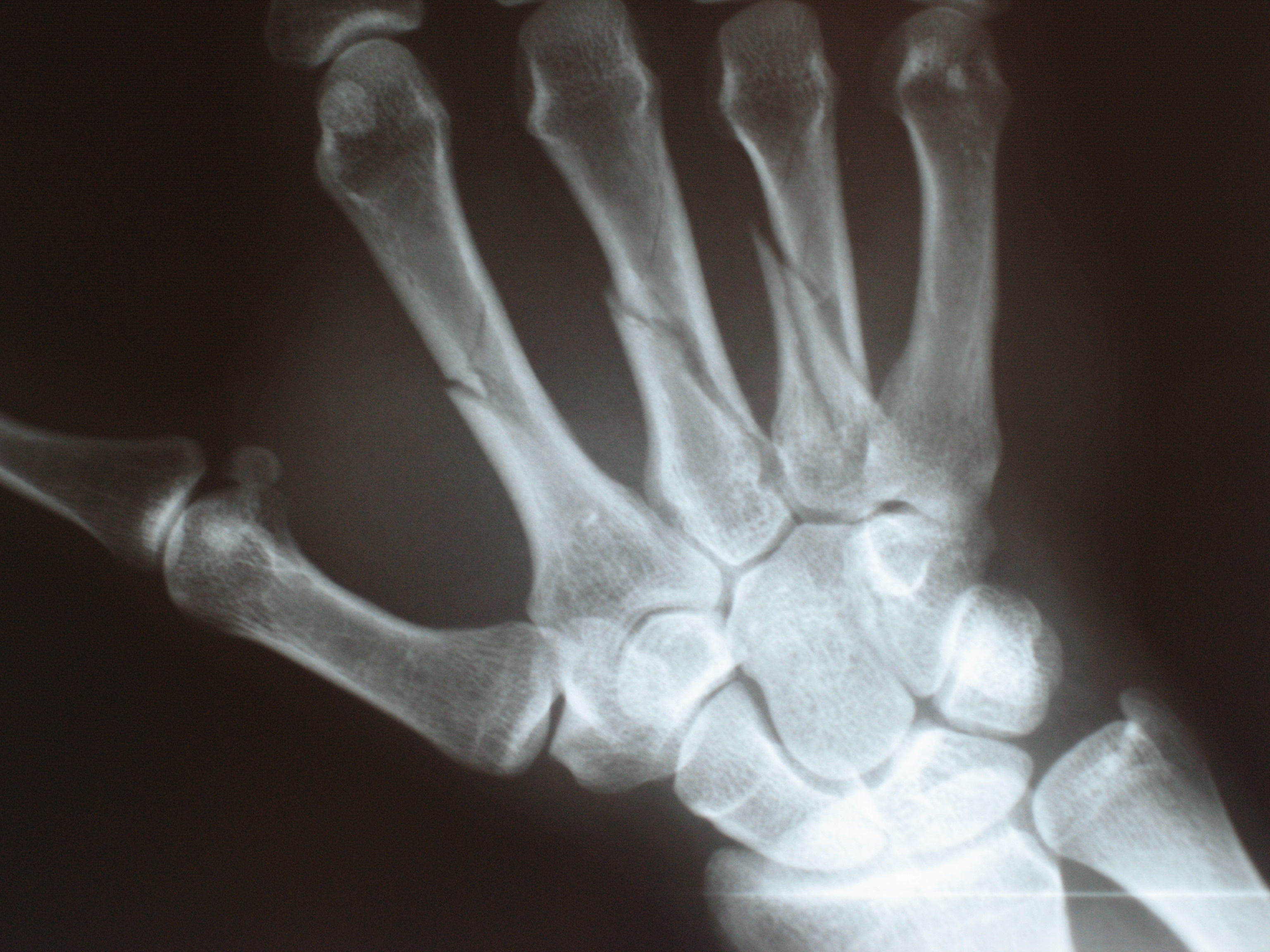
Metacarpus törések

A kézközépcsontok

A kézközépcsontok (latinul metacarpus vagy os metacarpale) a kézfejeken helyezkednek el, fejenként 5 darab. Megnevezésük római számmal történik a hüvelykujjtól kiindulva (ossa metacarpalia I-V). A kéztőcsontok és a felső ujjperccsontok (phalanx) között találhatóak.

## A kézközépcsontok
- I. kézközépcsont (ossa metacarpalia I)
- II. kézközépcsont (ossa metacarpalia II)
- III. kézközépcsont (ossa metacarpalia III)
- IV. kézközépcsont (ossa metacarpalia IV)
- V. kézközépcsont (ossa metacarpalia V)

## Általános jellemzők

### A csontok teste
A test (corpus) ívelt , hosszanti irányban hátulról konvex, elölről konkáv.
Három felszíne van: külső, belső, háti (dorsalis).
- A külső és belső felszíne konkáv. A kézháti csontközötti izmoknak és a tenyéri csontközötti izmoknak biztosítanak tapadási pontot.

- A háti (dorsalis) felszín distális részének 2/3-a sima, háromszögletű, lapos melyet a feszítő izmok inai borítanak. Ezt a felszínt két vonal borítja melyek apró dudorokban kezdődnek mindkét oldalon az csontok végén. A csont közepe felett egy kicsivel találkoznak ahol egy apró vonulatot formálnak ami egyedül fut tovább a háti szakasz felszínén a csont végéig. Ez a vonulat két lejtős részre különül ami szintén a csont közötti izmoknak biztosít tapadási helyet.

A dudorok az articulationes metacarpophalangeae-nak a collaterális szalagjainak biztosít tapadási pontot.

### A csontok alapja
A csont alapja téglatest forma.

### A csontok fejecse
A fejecse (capitulum) hosszúkás, hátulról konvex, haránt irányban kevésbé ilyen végül oldalról lapos. Ízületet képez a felső ujjperccsonttal (phalanx proximalis). Mind a két oldalán dudor van amely articulationes metacarpophalangeae-nak a collaterális szalagjainak biztosít tapadási pontot. A háti felszíne a feszítő izmok inainak biztosít tapadási pontot. A tenyéri felszínének közepén egy árok van mely a hajlító izmok inainak szolgál helyet.

## Egyéb
- II. metacarpus a leghosszabb.
- IV. metacarpus a legvékonyabb.

## Sérülései
- Úgynevezett bokszoló törés: ilyenkor a metacarpus nyakán harántirányú törés látható a tenyér felé nyitott szögletöréssel. Akkor keletkezik, ha ökölbe szorított kézzel nagy erővel kemény felületre ütünk. Kezelése: repozíció és a kéz voláris oldalának rögzítése.

## Betegségei
- Brachymetacarpia
- Arthrosis
- Rheumatoid arthritis